# بيكو برازيل
بيكو برازيل (بالهولندية: Biko Brazil)‏ هو لاعب كرة قدم هولندي في مركز الهجوم، ولد في 4 يوليو 1984 في أوترخت في هولندا. لعب مع آر كي سي فالفيك وألميره سيتي ودين بوستش.